# Turska radiotelevizija
Turska radiotelevizija (turski: Türkiye Radyo ve Televizyon Kurumu, skrać. TRT) je nacionalna medijska kuća u Turskoj, osnovana 1. svibnja 1964. godine. Oko 70 % sredstava TRT-a dolazi od RTV takse koji se naplaćuje kroz račune za struju i poreza na licencu za televizijske i radio prijemnike. Kako se radi o hipotekarnim porezima, za razliku od novca koji dolazi iz općih fondova države, princip je sličan onome televizijske licence koja se uzima u brojnim drugim zemljama, poput BBC-a u Velikoj Britaniji. Ostatak sredstava TRT-a potiče iz državnih potpora (oko 20 %), a krajnjih 10 % iz oglašavanja.
TRT je bila dugi niz godina jedini pružatelj televizijskih i radijskih usluga u Turskoj. Prije uvođenja komercijalnog radija 1990., a kasnije i komercijalne televizije 1992. godine, TRT je držala monopol na emitiranje. Nedavna deregulacija turskog tržišta na televizijsko emitiranje proizvela je analognu kablovsku televiziju. Danas TRT emitira širom svijeta, posebno u Europi, Aziji, Africi i Australiji.
TRT-ov prethodnik, Türkiye Radyoları, bio je jedan od 23 osnivača Europske radiodifuzne unije 1950. godine. Prvobitna kompanija započela je radio testiranje 1926. godine, a studio je izgrađen u Istanbulu 1927., studio u Ankari nakon 1928. godine.
TRT je bila organizator Pjesme Eurovizije 2004. godine. 

## Televizijski kanali

### Domaći
- TRT 1 (pokrenut u siječnju 1968.)
- TRT 2 (pokrenut u rujnu 1986.)
- TRT 3|TRT Spor (pokrenut u listopadu 1989.)
- TRT Çocuk (pokrenut u studenom 2008.)
- TRT Anadolu (pokrenut u svibnju 2009.)
- TRT Kurdî (pokrenut u siječnju 2009.)  (na kurdskom jeziku).
- TRT Arabi (pokrenut u travnju 2010.) (na arapskom jeziku)
- TRT Müzik (pokrenut u studenom 2009.)
- TRT Haber (pokrenut u svibnju 2010.)
- TRT HD (pokrenut u svibnju 2010.)
- TRT 4K (pokrenut u veljači 2015.)[2]
- TRT Spor 2 (pokrenut u rujnu 2019.)[3]
- TRT EBA TV (pokrenut u ožujku 2020.)

### Međunarodni
- TRT Türk
- TRT Avaz (pokrenut u ožujku 2009.)
- RT World

## Vanjske poveznice
- www.trt.net.tr